# Le Mesnil-Tôve
Le Mesnil-Tôve foi uma comuna francesa na região administrativa da Normandia, no departamento Mancha. Estendia-se por uma área de 11,45 km². Em 2010 a comuna tinha 234 habitantes (densidade: 20,4 hab./km²).
Em 1 de janeiro de 2017, passou a formar parte da nova comuna de Juvigny les Vallées.